# Lista de instituições de ensino em Jhansi
Jhansi é o principal centro educacional da região de Bundelkhand, na Índia; nos estados de Uttar Pradesh e Madhya Pradesh. Este artigo fornece uma lista de instituições de ensino na cidade de Jhansi. A Universidade de Bundelkhand é uma universidade importante no centro da Índia e oferece uma grande variedade de cursos.

## Universidades
A Universidade de Bundelkhand, com sede em Jhansi, foi formada em 26 de agosto de 1975 em Jhansi para atender ao ensino superior em Bundelkhand. Desde então, a universidade se tornou um grande campus com várias outras faculdades afiliadas e uma infinidade de cursos disponíveis.
- Universidade Agrícola Central Rani Laxmi Bai (fundada em 2013)

## Faculdades
- Instituto Bundelkhand de Engenharia e Tecnologia, Kanpur Road.
- Faculdade de Ciências e Engenharia, Jhansi, Gwalior Road.
- Faculdade de Medicina Maharani Laxmi Bai, Kanpur Road
- Instituto Chandra Shekhar Azad de Ciência e Tecnologia, Jail Chauraha

## Escolas

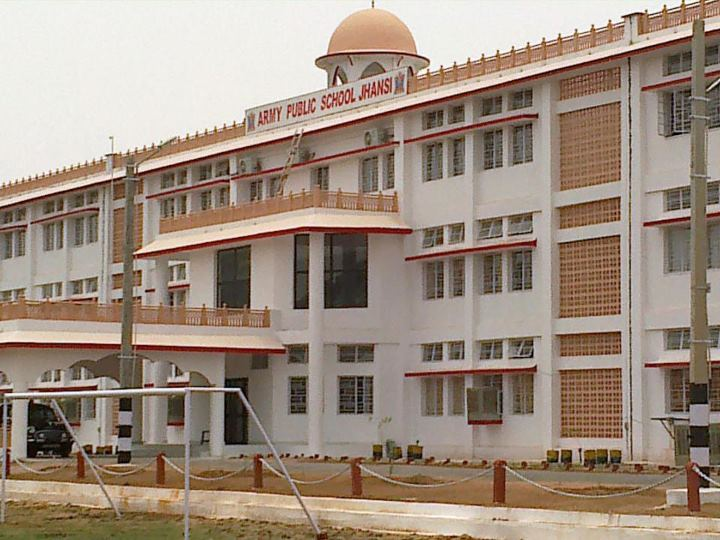
Escola do Exército, Jhansi Cantt

- Escola Pública Rani Lakshmibai, Jhansi Cantt
- Escola Pública do Exército, Jhansi

### Privado
- DPS Jhansi
- Bhani Devi Goyal Saraswati Vidhya Mandir Universidade Inter College
- Colégio Cristo Rei
- Escola Jhansi do Monte Litera Zee[1]
- Faculdade de São Marcos
- Escola de inglês Margaret Leask Memorial, Jhansi[2]
- St. Francis College, Jhansi
- Cathedral College, Jhansi
- Sun International School
- Escola Mundial RNS
- Jai Academy
- Hansraj Modern Public School
- Sheerwood College
- Escola pública moderna
- Dom Bosco
- Gyan Sthali Public School
- Saint Umar Inter College Jhansi

### Governo
- Kendriya Vidyalaya No.1[3] (Rana Pratap Marg, Jhansi Cantt, Jhansi)
- Kendriya Vidyalaya No.2[4] (perto da igreja de St. Martin, Cariappa Marg, Jhansi Cantt, Jhansi)
- Kendriya Vidyalaya No.3[5] (Gulam Gaus Marg, colônia ferroviária (W), Jhansi)